# MY MBC (제주권)
Jeju MBC는 제주도를 가시청권역으로 하는 지상파DMB 방송국으로 2007년 9월 14일에 개국했다. 제주문화방송이 사업자로서 운영하고 있다.

## 연혁
- 2007년 9월 14일 : 제주문화방송 지상파DMB Jeju MBC 개국
- 2010년 8월 1일 : 임대채널 QBS+ 송출 중단
- 2010년 12월 : 임대채널 TourJejuDMB 방송 시작
- 2014년 8월 26일 : 임대채널 GS SHOP 송출 시작
- 2015년 6월 15일 : 지상파DAB 채널 MBC SFM 송출 중단
- 2015년 7월 1일 : 임대채널 CJ OSHOP 송출 시작
- 일자 미상 : 임대채널 TourJejuDMB 송출 중단
- 2018년 11월 1일 : 임대채널 GS SHOP 송출 중단
- 2022년 12월 1일 : CJ 온스타일 DMB 송출 중단.
- 2023년 10월 24일 : MY MBC 제주 DMB TV가 SD HD로 송출.

## 채널 구성
| 조합명   | 채널명      | 송출 형식         | 운영 방식 |
| -------- | ----------- | ----------------- | --------- |
| Jeju MBC | my MBC      | 비디오 채널 (DMB) | 자체      |
| Jeju MBC | MY MBC DATA | 데이터 채널       | 자체      |

## 비디오 채널
- my MBC

제주문화방송이 운영하는 비디오 채널이다.현재는 제주 MBC TV가 송출 된다.

## 데이터 채널
- MY MBC DATA

부가 데이터 서비스, 교통정보, 웹서비스 등 다양한 데이터 서비스를 제공하는 채널이다.
- DMB Drive

내비게이션에서 제공되는 TPEG 서비스이다.

## 방송 송출 시설망
- 호출부호 : HLAJ-TDMB

| 송신소        | 주파수              | 출력 | 송신소 위치                     | 비고 |
| ------------- | ------------------- | ---- | ------------------------------- | ---- |
| 견월악 송신소 | CH 13A (211.280MHz) | 1㎾  | 제주 제주시 봉개동 산78-1       |      |
| 금악 중계소   | CH 13A (211.280MHz) | 90W  | 제주 제주시 한림읍 금악리 산1-2 |      |
| 광해악 중계소 | CH 13A (211.280MHz) | 90W  | 제주 서귀포시 안덕면 서광리 937 |      |
| 삼매봉 중계소 | CH 8A (181.280MHz)  | 1㎾  | 제주 서귀포시 서홍동 822-1      |      |

## 같이 보기
- U-KBS
- JIBS (DMB)
- 대한민국의 지상파DMB